# Carnaç
Carnaç (en francès Carnas) és un municipi francès situat al departament del Gard i a la regió d'Occitània.